# Münchner Volkstheater

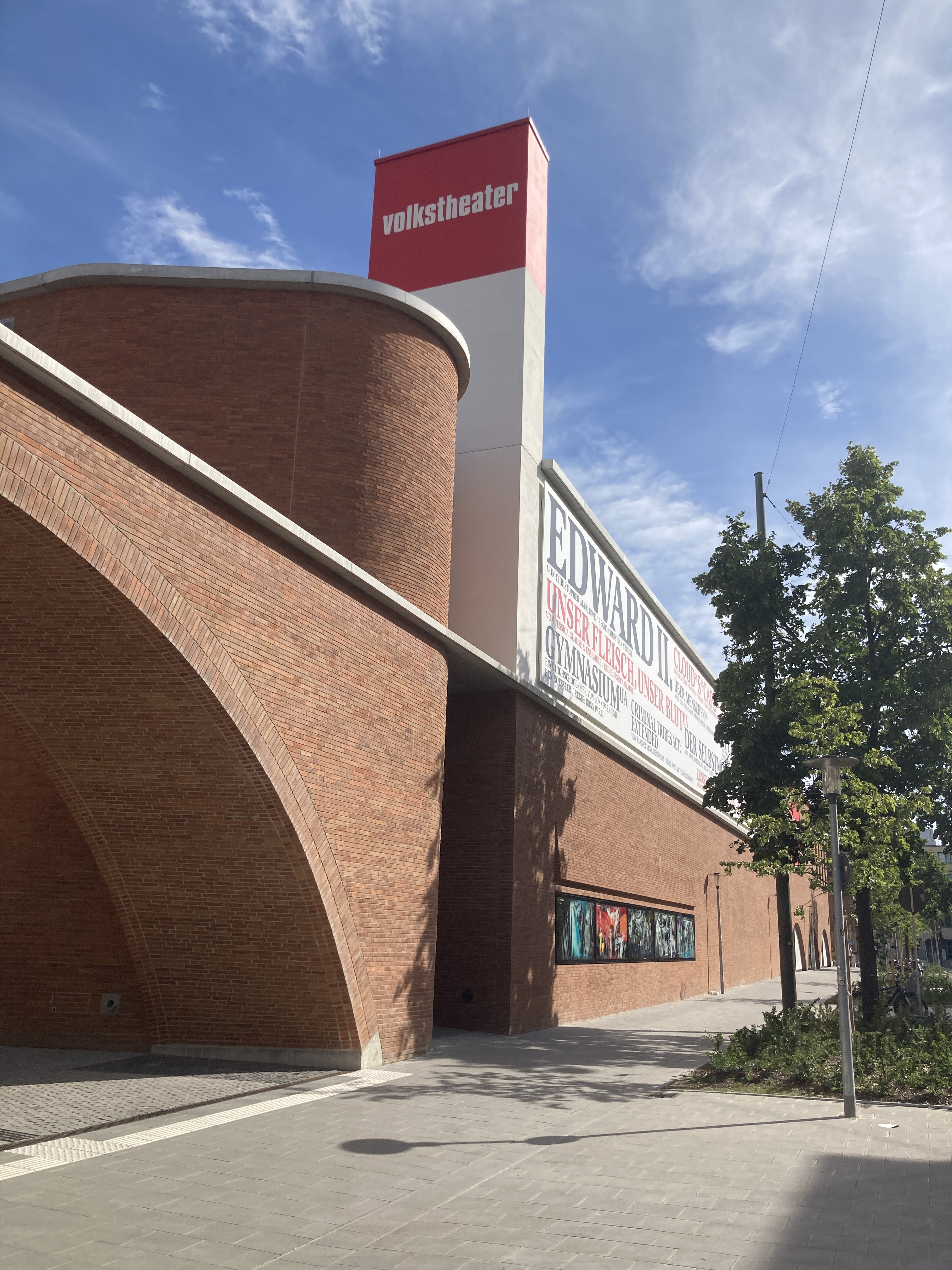
Volkstheater in München: „Turm mit Logo“ am Eingangstor (2022)

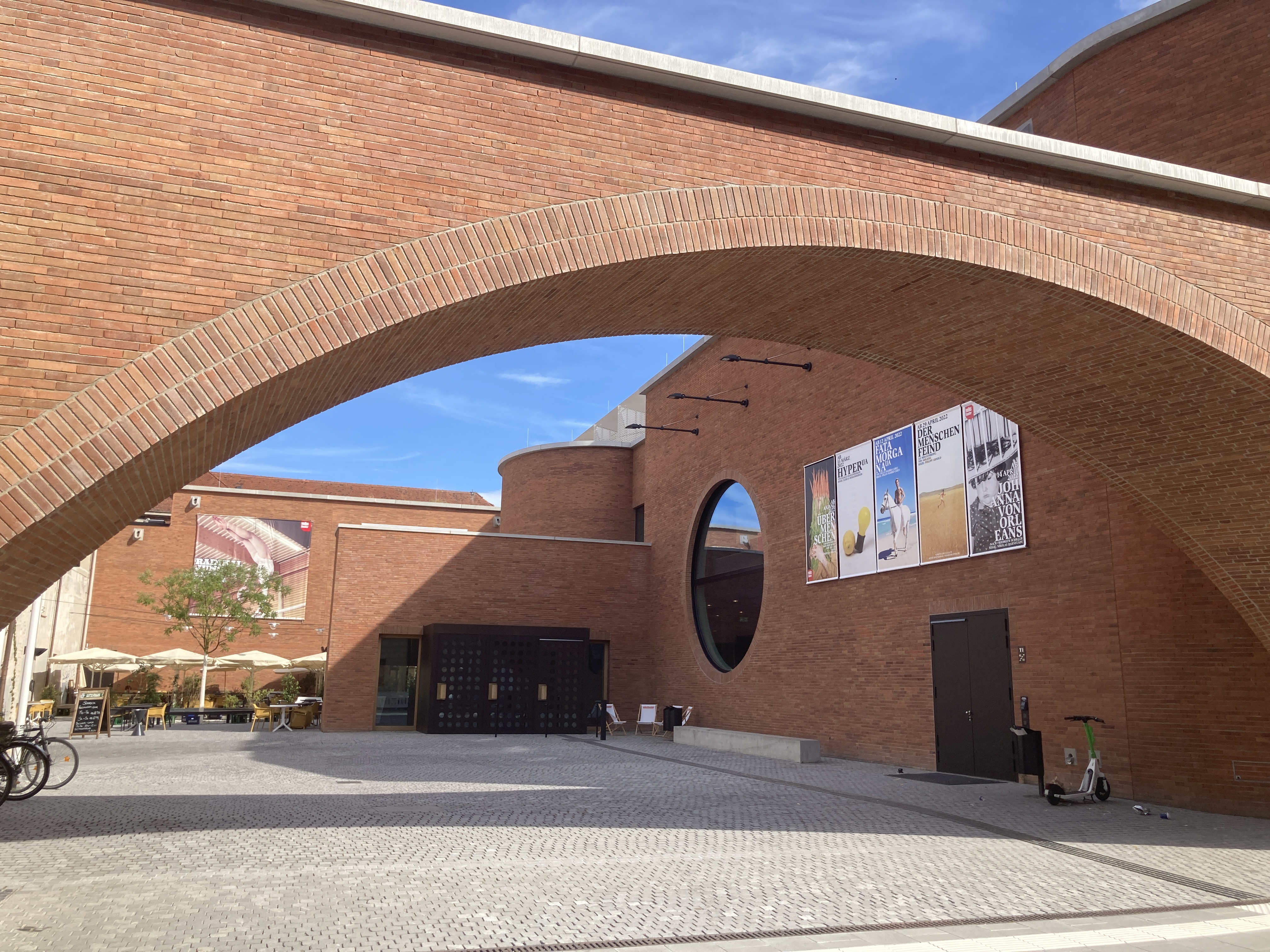
Volkstheater in München: Eingangstor in der Tumblingerstraße (2022)

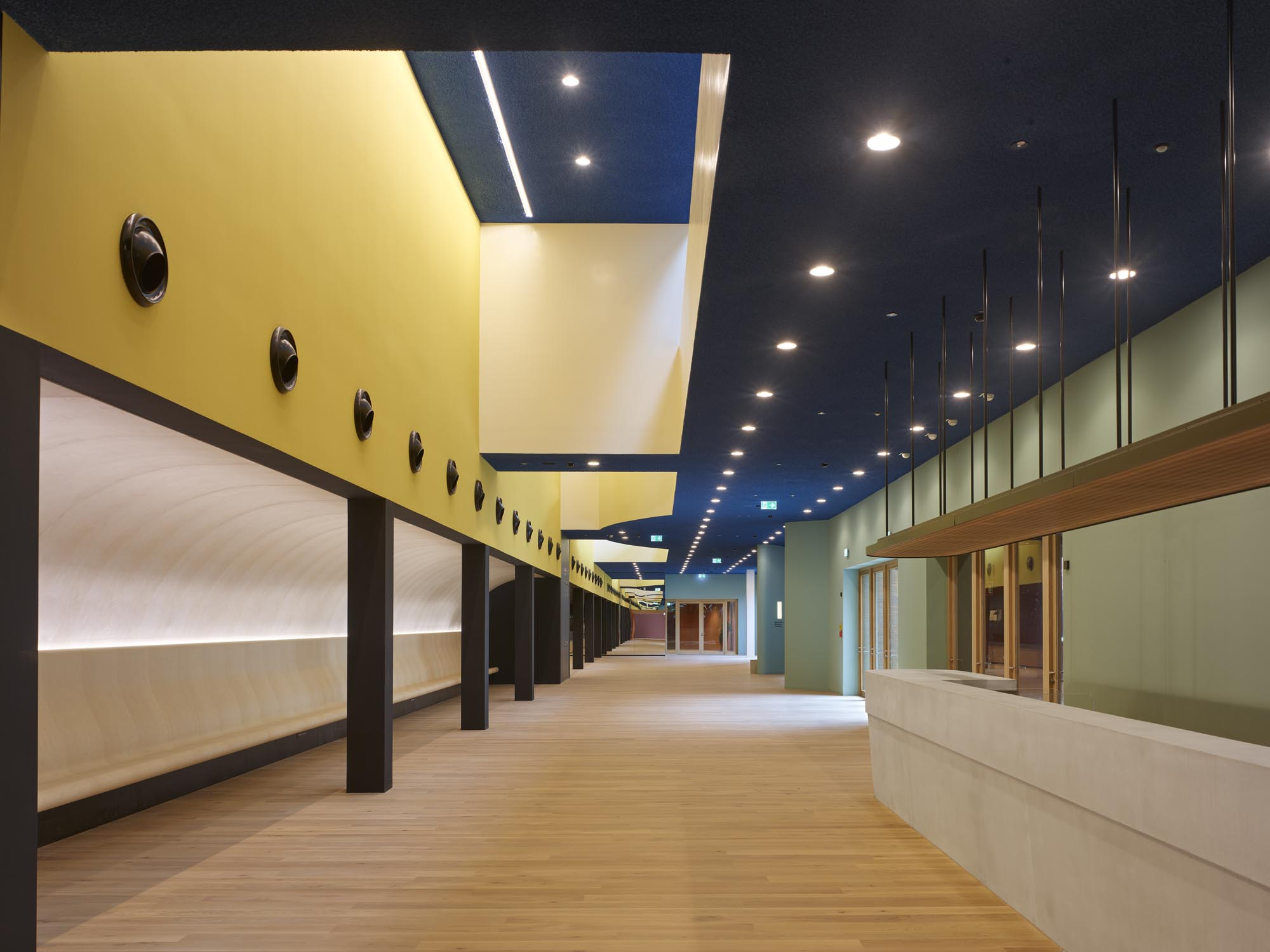
Der Eingangs-, Garderoben- und Thekenbereich des neuen Volkstheaters

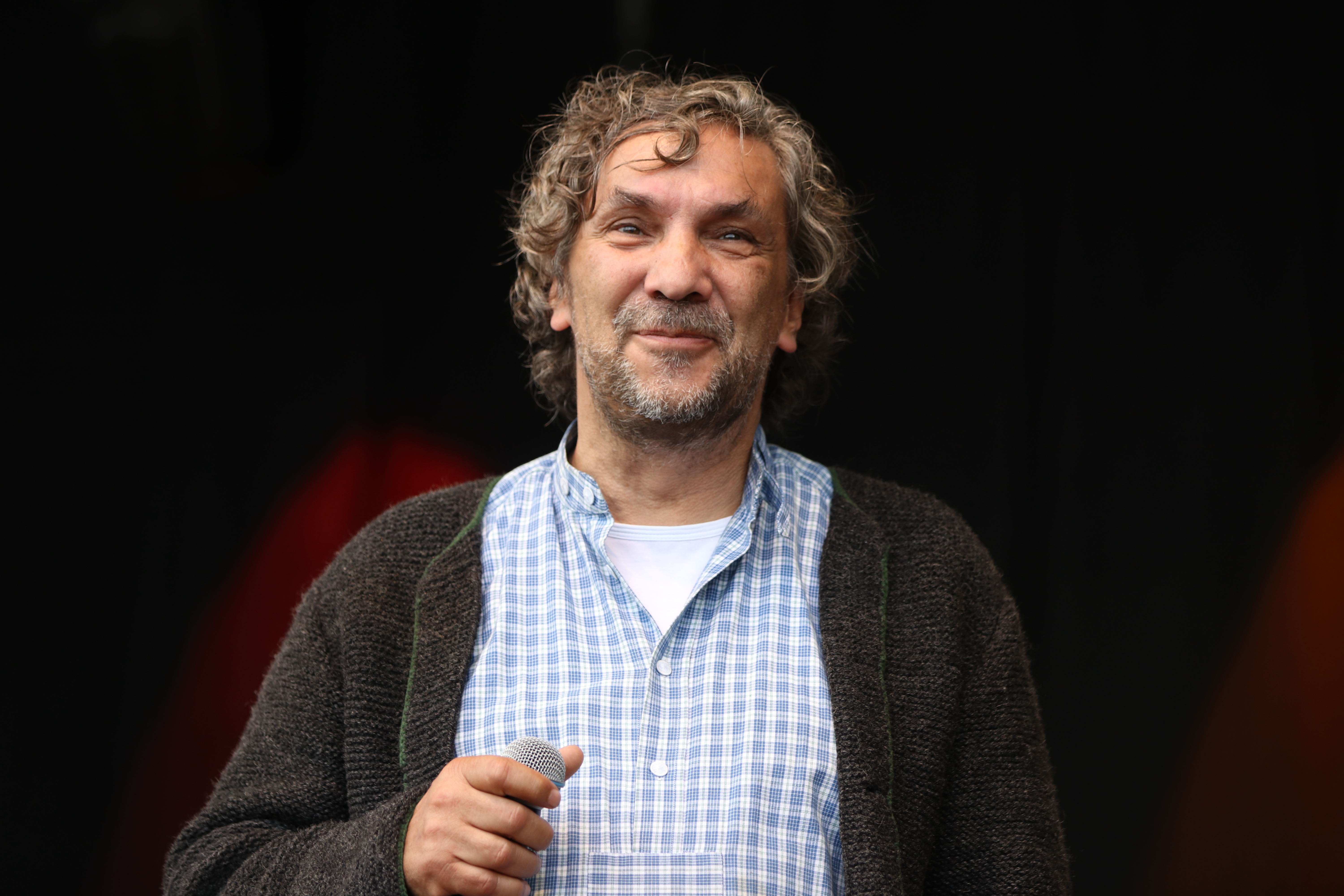
Intendant des Volkstheaters: Christian Stückl (2018)

Das Münchner Volkstheater ist ein städtisches Theater in München. Es wird durch das Münchner Kulturreferat getragen.

## Gründung des Vorgängers 1903
Im Jahr 1903 wurde von den Architekten Gerstenecker und Tittrich in der Josephspitalstraße im Stadtteil Altstadt-Lehel eine repräsentative Eisenbeton-Konstruktion unter diesem Namen erbaut. Im selben Jahr konnte es mit Schillers Kabale und Liebe eröffnet werden. Es hatte etwa 1000 Sitze.
Schon 1903 erhielt Elise Aulinger hier ihr erstes Engagement. Die erste Vorstellung gab es am 10. November 1903. Die Leitung hatte zunächst Ernst Schrumpf, der im Juni 1914 nach einem verlorenen Gerichtsprozess wegen dutzendfacher sexueller Belästigung und rohem Verhalten als Theaterdirektor zurücktrat, um seiner behördlichen Absetzung zuvorzukommen. Administrativ stand ihm Wilhelm Braun zur Seite. Einem Bericht in der Münchener Ratsch-Kathl vom 16. November 1904 ist zu entnehmen, dass das Theater bereits ein Jahr später deutschlandweit Bekanntheit erfahren hatte. Zu diesem Zeitpunkt wurde das 54. Theaterstück am Hause gespielt.
Seit 1907 war der Schauspieler Rolf Pinegger engagiert, der dem Volkstheater zeitlebens treu blieb. Nach dem Ersten Weltkrieg war Ernst Bach Direktor des Theaters. Es kamen einige Schwänke zur Uraufführung, so am 25. Dezember 1921 Der keusche Lebemann von Bach und Franz Arnold.
1932 wurde Ludwig Schmid-Wildy Oberspielleiter des damals noch privat geführten Theaters. Von 1934 bis 1938 arbeitete hier Ferdinand Dörfler als Schauspieler, Pächter und Direktor. Von 1933 bis 1941 gehörte Willy Rösner zum Ensemble des Volkstheaters. Es wurde im Zweiten Weltkrieg durch Bomben zerstört.

## Neugründung 1983

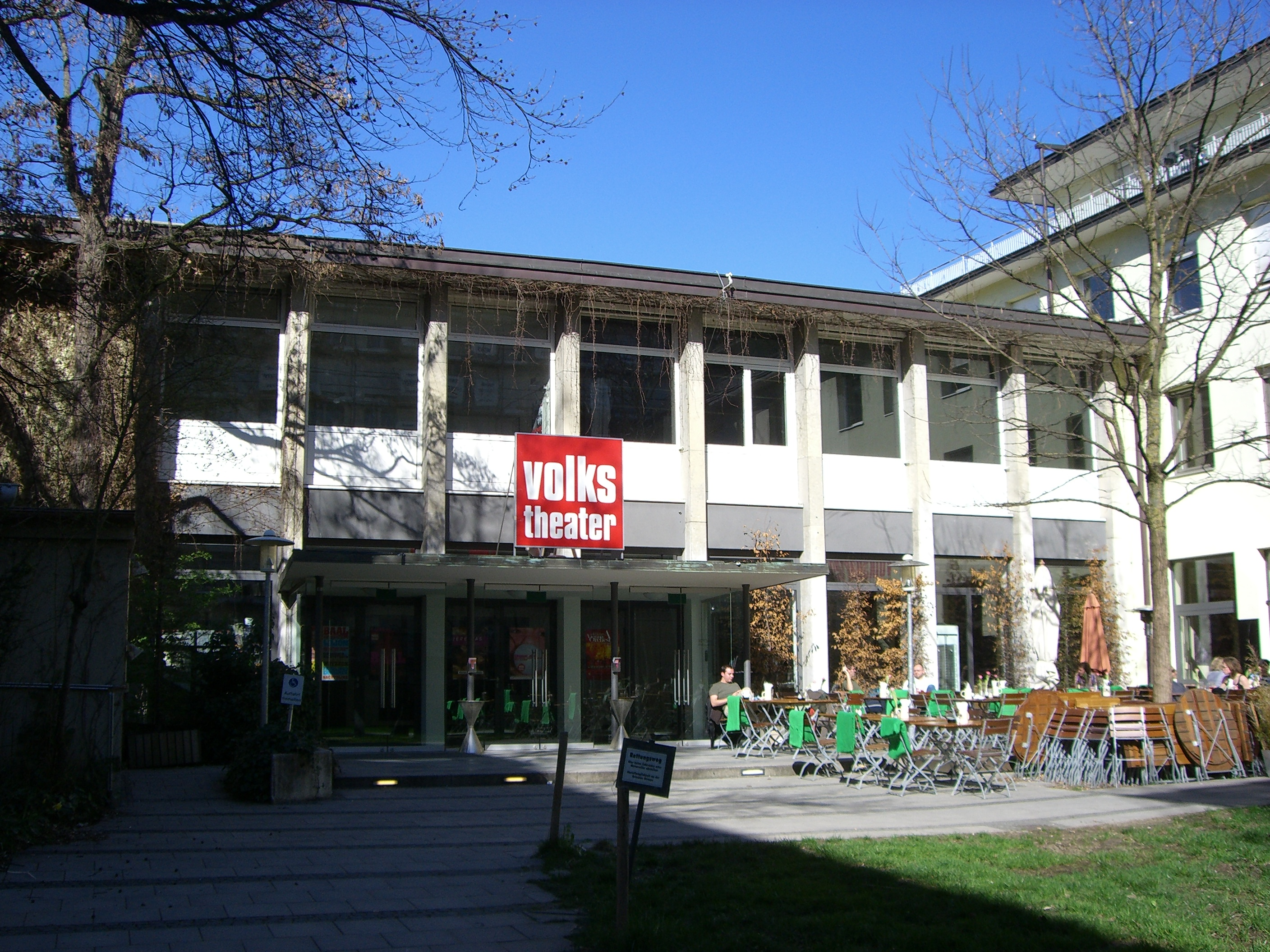
Theatereingang des Baus an der Brienner Straße

Das 1955 erbaute Gebäude in der Brienner Straße, ursprünglich eine Mehrzweckhalle im Haus des Sports, wurde 1983 zum Volkstheater umgebaut und fasste seither 609 Zuschauer. Ein Großteil der Kosten von 3,9 Millionen Mark wurde außer durch die städtische Förderung durch Publikumsspenden getragen. Zu Eröffnung inszenierte Ruth Drexel das Stück Glaube und Heimat von Karl Schönherr. Erster Intendant war von 1983 bis 1988 Jörg-Dieter Haas, das Ensemble bestand aus einer Gruppe bekannter Volksschauspieler (z. B. Gustl Bayrhammer, Beppo Brem, Helmut Fischer, Willy Harlander, Karl Obermayr, Enzi Fuchs, Rita Russek, Maria Singer, Peter Thom, Michael Lerchenberg). 1989 kam als weitere Spielstätte das „Nachtkastl“, eine variable Bühnenpodesterie mit 120 Plätzen, dazu. Von 1988 bis 2002 leitete Ruth Drexel das Haus, unterbrochen von einer kurzen Interimsintendanz von Hanns Christian Müller 1998 bis 1999.
Auf dem Spielplan standen vor allem die Klassiker der süddeutsch-österreichischen Dialektliteratur, daneben Werke der außerdeutschen Volkstheatertradition, aber auch Stücke von Goethe, Schiller, Shakespeare, Molière, Brecht und anderen.
2002 wurde Christian Stückl Intendant, der vor allem durch seine Inszenierungen der Oberammergauer Passionsspiele 1990 und 2000 bekannt geworden war. Mit einem jungen Ensemble und Nachwuchsregisseuren konnte das Volkstheater ein neues Profil innerhalb der Theaterszene gewinnen und erreichte zeitweilig eine fast 90-prozentige Sitzauslastung.
Seit 2005 findet einmal jährlich Radikal jung – Das Festival junger Regie statt.
Seit 2006 gibt das Münchner Volkstheater einmal jährlich das Magazin Volksmund anstelle eines Spielzeitheftes heraus. Die Ausgabe zur Spielzeit 2007/08 wurde als „hinreißend witzige“ (tz) Neuentdeckung mit „feuilletonistischem Anspruch“ (Münchner Merkur) bezeichnet.

## Umzug und Neubau bis 2021
Im Dezember 2017 wurde der Siegerentwurf für den Neubau auf insgesamt fast 18.000 Quadratmetern in der Tumblingerstraße 29 vorgestellt, mit einem Saal mit wie bisher 600 Sitzplätzen und einer Werkraumbühne sowie einer Probenbühne. Die städtische Jury hat sich für den Entwurf der Planungsbürogemeinschaft um die Firma Georg Reisch aus Bad Saulgau, erstellt durch das Stuttgarter Architekturbüro Lederer Ragnarsdóttir Oei, zu einem Komplettpreis von knapp 131 Millionen Euro entschieden. Bereits Ende 2020 lief der Mietvertrag des Volkstheaters an der Brienner Straße mit dem Bayerischen Fußballverband aus.
Auf drei Aufführungsflächen können im backsteinroten Neubau ab Herbst 2021 Theatervorstellungen inszeniert werden. Der Hauptsaal mit Orchestergraben bietet Platz für etwa 600 Zuschauer. Die große Bühne wurde so geplant, dass alles technisch schnell auf- und wieder abgebaut werden kann. Wie bei einem Aufzug können die Bühnenbilder in ein unterirdisches Lager gefahren werden. Auch der 27 Meter hohe Turm, direkt über der Bühne, dient dem schnellen Kulissenwechsel. Neben der Probebühne steht den Künstlern auch eine multifunktionale Spielfläche zur Verfügung. Sie ist ausgestattet mit einem integrierten Schubladensystem für den zügigen Auf- und Abbau von Stuhlreihen, da ansonsten der Umbau von Stühlen zeitaufwendig wäre. In jeder Ecke kann so die Bühne stehen, denn auch die Beleuchtungsbrücken sind verschiebbar. Somit besteht für 250 Sitz- oder 400 Stehplätze Raum. Im Neubau sind Verwaltungsräume, Requisitenabteilung, Schneiderei und Schreinerei wie auch die Tonabteilung mit Tonstudio untergebracht.
Eröffnet wurde der Neubau am 15. Oktober 2021 mit Christopher Marlowes Drama Edward II., inszeniert von Intendant Christian Stückl.